# Gobierno de la Unión Soviética

Escudo de la Unión Soviética (1956-1991)

El Gobierno de la Unión Soviética (oficialmente conocido como el Gobierno de la Unión) fue establecido por la Constitución de la Unión Soviética de 1924 como la Autoridad gobernadora de una unión de primero cuatro y luego 15 repúblicas socialistas soviéticas colectivamente denominadas la Unión de Repúblicas Socialistas Soviéticas (URSS). El gobierno residía en Moscú, la capital de la URSS. Comprendía tres ramas: el poder legislativo, el poder ejecutivo, y el judicial. 
El poder legislativo lo ejercía el Congreso de los Sóviets de la Unión Soviética hasta 1938, año en que fue sustituido por el Sóviet Supremo de la Unión Soviética, el cual funcionó hasta la disolución de la Unión Soviética. El sóviet supremo se componía de dos cámaras: El Sóviet de la Unión y el Sóviet de las Nacionalidades.  Respecto al poder ejecutivo, el órgano responsable del gobierno de la Unión era el Consejo de Comisarios del Pueblo de la Unión Soviética, hasta que en 1946 fue reemplazado por el Consejo de Ministros de la Unión Soviética. El poder judicial estaba conformado por la Corte Suprema (a nivel nacional) y cortes civiles, criminales y de familia a nivel distrital, de acuerdo con el derecho soviético.
Las leyes civiles y criminales que regían a los ciudadanos de la Unión Soviéticas eran establecidas en la legislatura. Los gobiernos de toda la Unión y de cada república consistían de poderes ejecutivo, legislativo y judicial. El sistema legal, aplicable tanto para toda la Unión como para cada gobierno republicano, se basaba en el derecho socialista.

## Rol del Partido Comunista

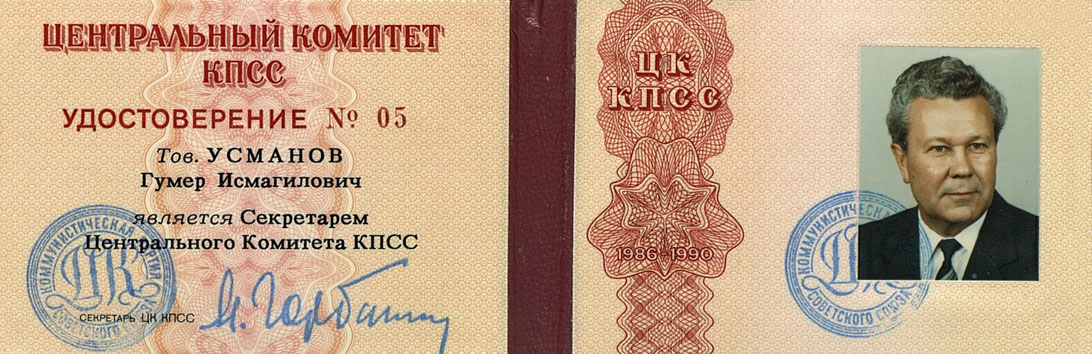
Certificado de servicio de G. I. Usmanov, uno de los secretarios del Comité Central del PCUS.

Según el artículo 6 de la Constitución soviética, el Partido era «la fuerza dirigente y guía de la sociedad soviética y el núcleo de su sistema político, de todas las organizaciones estatales y públicas, es el Partido Comunista de la Unión Soviética. El PCUS existe para el pueblo y sirve al pueblo». El Partido Comunista era oficialmente un partido comunista marxista-leninista, lo que determinó el desarrollo general de la sociedad soviética, tanto en política interior como en la política exterior. Asimismo, dirigió la «gran obra» de construir el comunismo a través de la planificación económica y la lucha por la victoria del comunismo. Todas las organizaciones del Partido Comunista debían seguir el marco establecido por la Constitución soviética de 1977. Debido a la creciente presión ejercida por los grupos opositores al sistema de unipartidismo, por decisión del Sóviet Supremo de la Unión Soviética, en marzo de 1990, del Artículo 6 de la Constitución fue suprimida la frase «la fuerza dirigente y guía» reemplazándose por «el Partido Comunista de la Unión Soviética y otros partidos políticos».
El poder acumulado por el grupo gobernante de la Unión Soviética, que recibió el sobrenombre informal de nomenklatura, fue una de las razones principales por la que la Unión Soviética duró prácticamente setenta años (1922-1991) o setenta y cuatro, si se cuenta desde la Revolución de octubre de 1917. Los miembros de la nomenklatura eran nombrados por el PCUS para todos los puestos importantes en la sociedad soviética, lo que podía significar un cargo local o de alcance nacional. Esto, junto con el monopolio del poder del PCUS, llevó a una gradual degeneración física e intelectual de la Unión Soviética como Estado. Mientras el Secretario general del PCUS contaba con la lealtad del Politburó, su posición casi no tenía oposición y, por tanto, fungía de líder del país.